# Бузеєл
Бузеєл (рум. Buzăiel) — село у повіті Брашов в Румунії. Входить до складу комуни Вама-Бузеулуй.
Село розташоване на відстані 129 км на північ від Бухареста, 32 км на схід від Брашова.

## Населення
За даними перепису населення 2002 року у селі проживали 567 осіб, з них 564 особи (99,5%) румунів. Усі жителі села рідною мовою назвали румунську.